# Eugen Pîrvulescu
Eugen Pîrvulescu (n. 3 aprilie 1973, Alexandria, Teleorman, România) este un senator român, ales în 2016. 